# Pikee

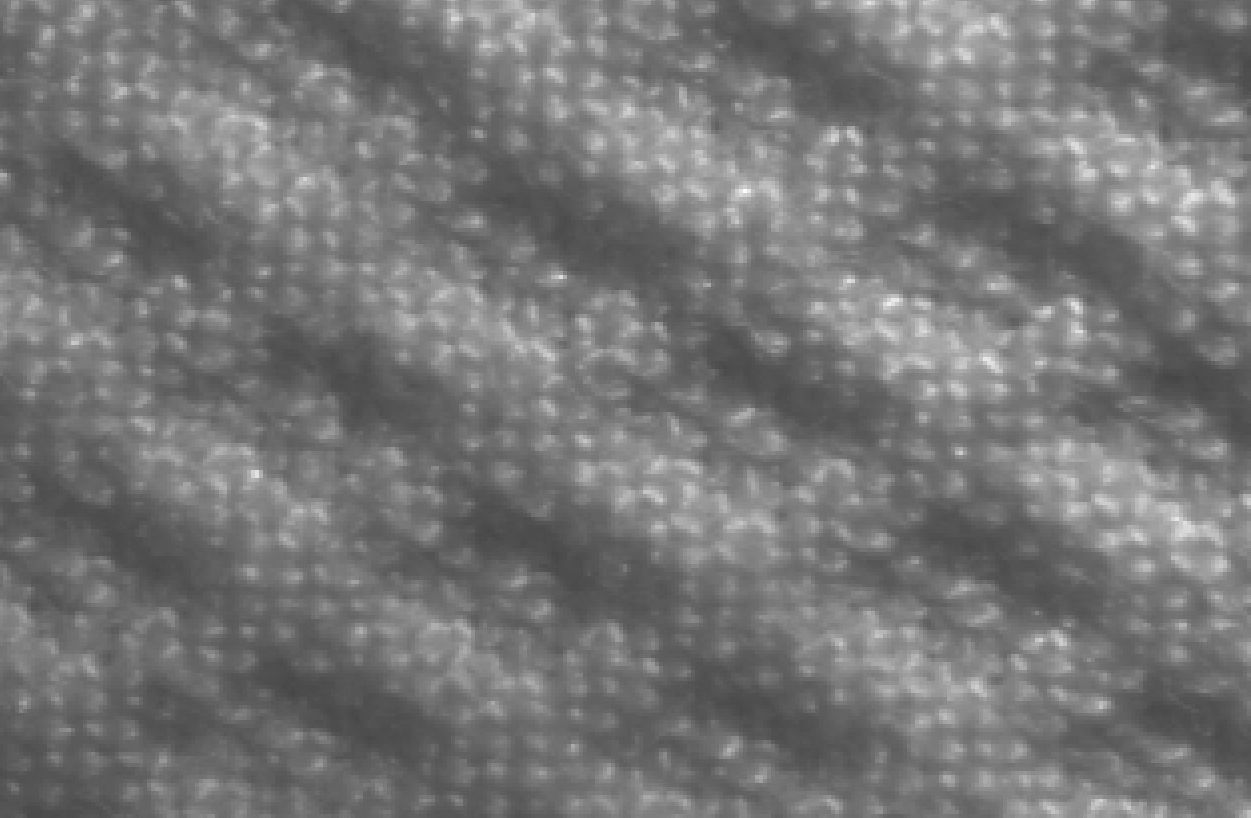
Mikroskopaufnahme eines Pikeegewebes

Der oder das Pikee (von französisch piqué ‚Steppstich‘) ist ein Hohlgewebe, in der Regel aus Baumwolle, manchmal mit einer oberen Kette aus Seide, mit reliefartigem Muster, z. B. Rillen oder Karos. Es erscheint wie gesteppt.

## Herstellung
Beim Weben werden zwei übereinanderliegende Ketten verwendet, von denen jede einen eigenen fülligen Schussfaden aus dichtem Material erhält. Die Verbindung beider Ketten erfolgt dadurch, dass zeitweise einzelne Fäden der unteren Kette in die obere hinausgehoben und durch die Einschussfäden dieser Kette mit gebunden werden. Für das obere Gewebe, auch rechte Seite oder Grund genannt, verwendet man feineres Garn und doppelt so viele Fäden pro Zentimeter wie für das untere, das sogenannte Futter. Das Relief entsteht dadurch, dass die Bereiche, in denen beide Ketten zusammengewebt sind, vertieft erscheinen und diejenigen Bereiche, in denen die Gewebe getrennt liegen, dicker und erhöht.

## Geschichte
Pikee wurde in Großbritannien erfunden, verbreitete sich im 18. Jahrhundert aber über ganz Europa. Weil seine Oberflächenstruktur an die hochwertigen Stepparbeiten aus der Region um Marseille (boutis) erinnerte, wurde es auch Marseille oder Marcella genannt. Auf den Britischen Inseln wurde Pikee im 18. Jahrhundert vorwiegend in Prosperous, in Lancaster und Manchester hergestellt, in Frankreich in Marseille, Rouge-Perriers und Le Neufbourg, und in Mitteleuropa rund um Chemnitz und im Erzgebirge und in Böhmen, u. a. in Rakonitz, Kuttenberg, Schluckenau und Georgswalde.

## Einsatzgebiete

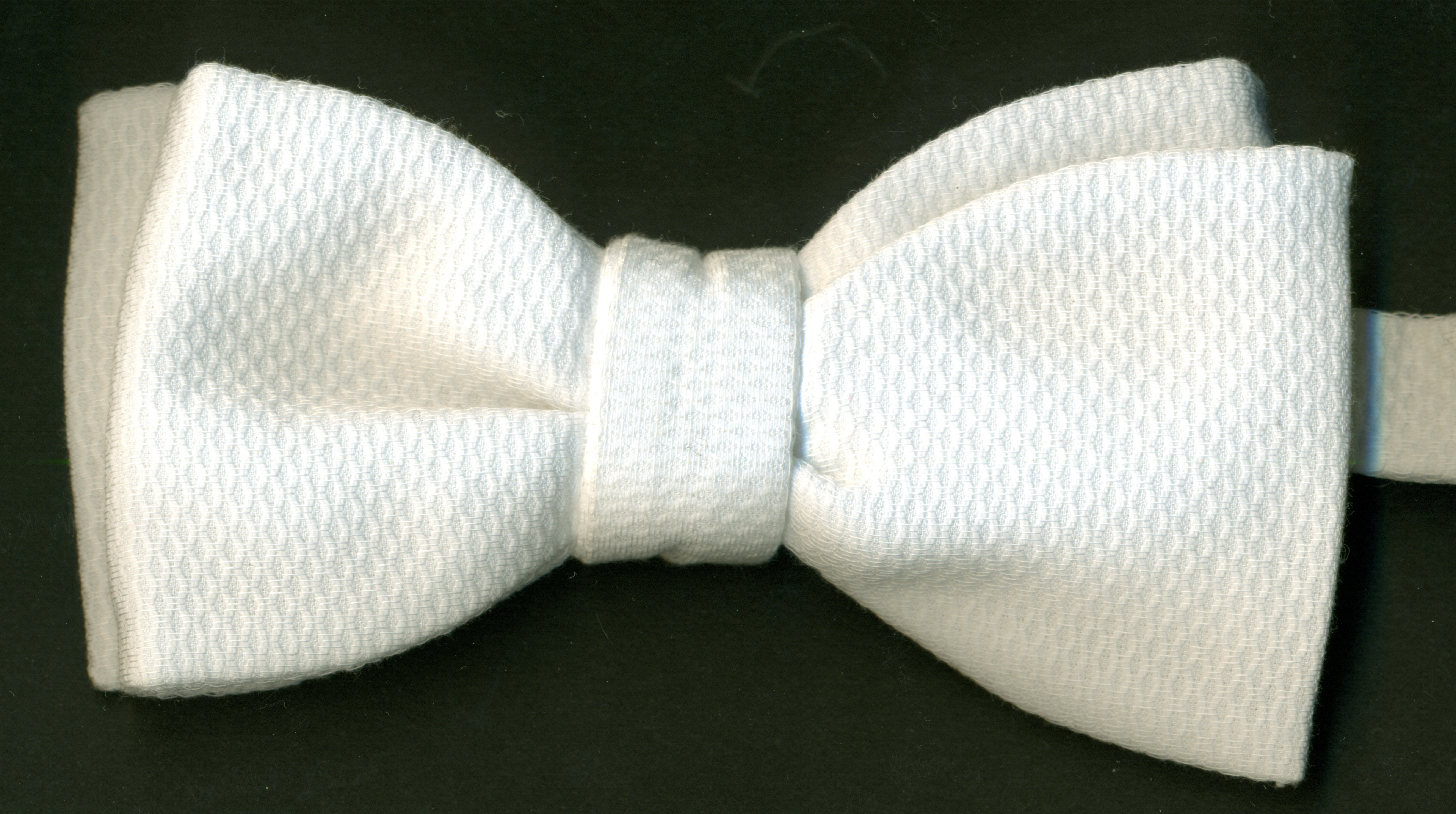
Querbinder aus Pikee

Pikee kann einfarbig, mit verschiedenen Mustern bedruckt oder durch verschiedenfarbige Schuss- und Kettfäden gegittert, gestreift oder broschiert sein. Durch einen Jacquardwebstuhl sind kompliziertere Reliefs möglich. Pikeestoffe wurden und werden zu Westen, Unterröcken, Hausanzügen, Sommerkleidern, Vorhemden und besonders auch zu gemusterten Bettdecken verwandt. Historisch wurde bei letzterem das Futter ausgekratzt, so dass raues Pikeebarchent entstand.
Polohemden bestanden Anfang des 20. Jahrhunderts meist aus Baumwollpikee. Heute wird hingegen meist die einfache Rechts-Links-Maschenware RL-Pikee verwendet.
In der Gesellschaftskleidung bestehen traditionell die weißen Elemente beim Frack aus Pikee: die Frackweste, der zugehörige weiße Querbinder und die Chemisette auf dem Frackhemd. Gelegentlich werden zum Smoking auch Smokinghemden mit Hemdbrust aus Pikee statt mit Plissee getragen.

## Zur Abgrenzung: Waffelpikee
Waffelpikee, auch faux piqué (falscher Pikee) genannt, besteht nur aus je einem Kett- und Schussfadensystem. In seiner reliefartigen Oberflächenstruktur ähnelt es dem Pikee, wird aber ganz anders, nämlich durch die Bindung erzielt. Bei dieser Waffelbindung, einer Ableitung der Köperbindung, entsteht der plastische Effekt durch verschieden lange Fadenflottungen und -feinheiten in Kette und Schuss. Das widerstandsfähige Waffelpikee wird traditionell für Küchenlappen, Geschirr- und Handtücher sowie Bademäntel eingesetzt.